# Tavers
Tavers – miejscowość i gmina we Francji, w Regionie Centralnym, w departamencie Loiret.
Według danych na rok 1990 gminę zamieszkiwało 1105 osób, a gęstość zaludnienia wynosiła 49 osób/km² (wśród 1842 gmin Regionu Centralnego Tavers plasuje się na 355. miejscu pod względem liczby ludności, natomiast pod względem powierzchni na miejscu 574.).